# Đại học Công nghệ Szczecin
Đại học Công nghệ Szczecin (tiếng Ba Lan: Politechnika Szczecińska) là một trong những trường đại học lớn nhất ở Szczecin, Ba Lan. 

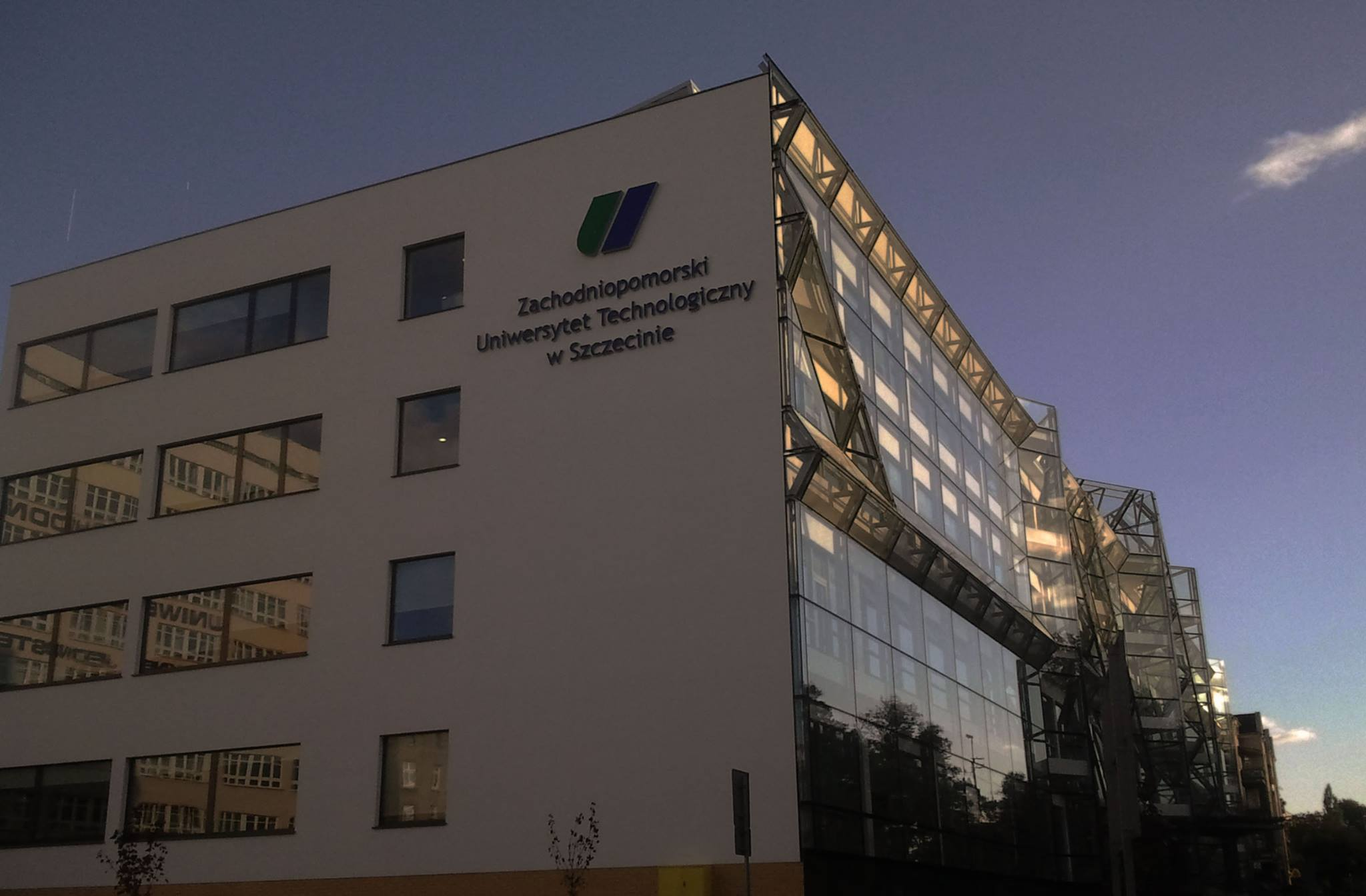
Công nghệ nano

## Lịch sử
Đại học Công nghệ Szczecin được thành lập vào ngày 1 tháng 12 năm 1946 với tên gọi Trường Kỹ thuật Szczecin (tiếng Ba Lan: Szkoła Inżynierska w Szczecinie). Ban đầu, nó bao gồm ba khoa - Khoa Kỹ thuật Điện (tiếng Ba Lan: Wydział Elektryczny), Khoa Kỹ thuật Xây dựng (tiếng Ba Lan: Wydział Inżynierii Lądowej) và Khoa Kỹ thuật Cơ khí (tiếng Ba Lan: Wydział Mechaniczny). Trong năm học tiếp theo, nó đã được mở rộng với việc mở thêm Khoa Kỹ thuật Hóa học (tiếng Ba Lan: Wydział Chemiazny).
Vào ngày 1 tháng 9 năm 1955, nơi đây tiếp quản các khoa của Trường Kinh tế  Szczecin đã giải thể (tiếng Ba Lan: Szkoła Ekonomzna w Szczecinie) và thành lập Khoa Kỹ thuật và Kinh tế Vận tải (tiếng Ba Lan: Wydział Inżynieryjno-Ekonomzny Transportu). Vào ngày 3 tháng 9 năm 1955, trường được chuyển thành Đại học Kỹ thuật Szczecin.
Năm 1985, Đại học Szczecin tiếp quản Khoa Kỹ thuật và Kinh tế Vận tải.
Trường đã tồn tại đến ngày 1 tháng 1 năm 2009, khi kết quả hợp nhất với Đại học Nông nghiệp ở Szczecin, thành lập nên Đại học Công nghệ West Pomeranian.

## Tổ chức đại học cũ

### Khoa
- Khoa Kỹ thuật Hóa học (tiếng Ba Lan: Wydział Technologii i Inżynierii Chemiaznej)
- Khoa Kỹ thuật Xây dựng và Kiến trúc (tiếng Ba Lan: Wydział Budownictwa i Architektury)
- Khoa Khoa học Máy tính và Công nghệ Thông tin (tiếng Ba Lan: Wydział Informatyki)
- Khoa Kỹ thuật Điện (tiếng Ba Lan: Wydział Elektryczny)
- Khoa Công nghệ Hàng hải (tiếng Ba Lan: Wydział Techniki Morskiej)
- Khoa Cơ khí (tiếng Ba Lan: Wydział Mechaniczny)